# Friedrich Wend zu Eulenburg

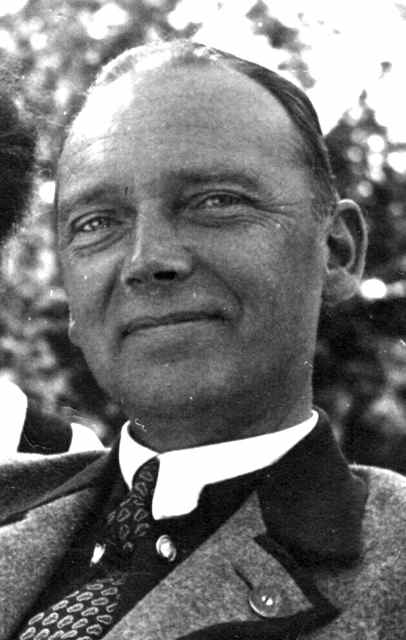
Friedrich-Wend Fürst zu Eulenburg und Hertefeld, Hinterstoder 1924

Friedrich-Wend Graf zu Eulenburg und Hertefeld, bekannt als 2. Fürst zu Eulenburg und Hertefeld, Graf von Sandels (* 19. September 1881 in Starnberg; † 1. August 1963 auf Haus Hertefeld in Weeze) war ein deutscher Adliger, Landwirt und Gutsbesitzer auf Liebenberg und Häsen (Provinz Brandenburg) sowie Hertefeld und Kolk (Niederrhein).

## Leben

### Herkunft
Friedrich-Wend („Büdi“) entstammte dem Adelsgeschlecht zu Eulenburg und war der älteste überlebende Nachkomme der insgesamt acht Kinder von Philipp zu Eulenburg (* 12. Februar 1847 in Königsberg; † 17. September 1921 in Liebenberg, heute Löwenberger Land) und dessen Ehefrau Augusta Gräfin Sandels (* 12. Mai 1853 in Stockholm; † 14. Dezember 1941 in Liebenberg).

### Kindheit und Ausbildung (1881 bis 1903)
Aufgrund der diplomatischen Tätigkeit seines Vaters verbrachte er seine Kindheit und Schulzeit in Starnberg, Oldenburg, Stuttgart und Wien. Nach dem Abitur trat Friedrich-Wend im Jahre 1902 in das 1. Garde-Regiment zu Fuß ein und besuchte im Anschluss ab 1903 die Kriegsschule Engers. 1904 zum Leutnant befördert, nahm er 1906 seinen Abschied vom aktiven Militär als Leutnant der Reserve.
Bereits zuvor hatte er in Wien seine spätere Frau, die Österreicherin Marie von Mayr-Melnhof (1884–1960), kennengelernt. Marie stammte aus der Familie der Freiherren Mayr von Melnhof, die erst wenige Jahrzehnte zuvor einen raschen gesellschaftlichen Aufstieg erfahren hatten: Ursprünglich die Bauern Mayr vom Melnhof, gelang es der Familie als Wegbereiter der Industrialisierung der Steiermark, zu großem Reichtum zu gelangen. Auf dem Höhepunkt der wirtschaftlichen Entwicklung der Schwerindustrie verkaufte Maries 1859 geadelter Großvater Franz Mayr Melnhof alle diesbezüglichen Beteiligungen und investierte das freigewordene Kapital in riesige forstwirtschaftliche Flächen, die sich, zusammen mit einer großen Kartonfabrik, bis heute im Besitz der Familie Mayr-Melnhof befinden.

### Heirat und weiterer Werdegang (1904 bis 1930)
Die Hochzeit Friedrich-Wends mit Marie fand am 21. Mai 1904 in Liebenberg in Anwesenheit des deutschen Kaisers Wilhelm II. statt. Die bevorstehende Verbindung war zunächst hochproblematisch, da die Braut katholischen Glaubens war. Kaiser Wilhelm II. hatte jedoch seinen Freund Philipp zu Eulenburg erst am 1. Januar 1900 in den Fürstenstand erhoben, um ein Gleichgewicht zwischen katholischen und protestantischen Fürsten im Reich herzustellen. Dieses erschien nun mit der geplanten Heirat gefährdet, woraufhin Wilhelm II. – formell Oberbefehlshaber von Friedrich-Wend – die geplante Ehe zunächst ablehnte. Die Lösung bot schließlich der Kaiser selbst, indem er eine Ausnahmegenehmigung bei Papst Pius X. erwirkte. So wurde das Hochzeitsritual in beiden Konfessionen vollzogen und alle Kinder dieser Ehe wurden im protestantischen Glauben getauft. Bereits unmittelbar nach der Vermählung erfolgte von 1904 bis 1906 der Neubau des sogenannten Seehauses, eines schlossartigen Anwesens, das für das junge Paar am Ostufer des Großen Lankesees, wenige Kilometer vom väterlichen Schloss entfernt, gebaut wurde. Die Baukosten von mehr als 250.000 Goldmark wurden aus der Mitgift der Braut bestritten.
Friedrich-Wend begab sich nach der Hochzeit zum landwirtschaftlichen Studium auf die Hochschule nach Halle, das er jedoch nicht abschließen konnte. Infolge der dramatischen Ereignisse um seinen Vater während der Harden-Eulenburg-Affäre in den Jahren 1907 bis 1909 schlugen die Wellen während der Skandalprozesse so hoch, dass Friedrich-Wends permanente Anwesenheit in der Familie dringend erforderlich war. Die beiden älteren Eulenburg-Söhne mussten ihren Vater Philipp physisch vor dem Andrang der „Paparazzi“ schützen. In seinen Lebenserinnerungen berichtete der Arzt Wilhelm zur Linden später, dass er die Spätfolgen der in dieser Zeit erlittenen Schocks Friedrich-Wends noch im Jahre 1937 behandelte.
Im Alter von 26 Jahren übernahm Friedrich-Wend im Jahre 1907 die volle Verantwortung für den väterlichen Großgrundbesitz. Im Folgejahr errichtete er eine Dampfziegelei und begann mit der Mechanisierung des Betriebes.
Im Zuge der allgemeinen Mobilmachung wurde Friedrich-Wend im August 1914 als Reservist eingezogen. Sein Regiment gelangte während des Vormarsches durch Belgien bis Gent, wo Friedrich-Wend das Eiserne Kreuz I. Klasse erhielt. Kurz darauf wurde er von Einheimischen vergiftet. Als nicht behandlungsfähig wurde er nach Deutschland zurückbeordert und aus der Armee entlassen. Monatelang ernährte er sich nur noch von flüssiger Kost und konnte erst nach Jahren seine Gesundheit wiederherstellen. Im Juni 1915 starb sein jüngerer Bruder Botho Sigwart in Galizien an den Folgen eines Lungendurchschusses. 1918 trat er dem Johanniterorden als Ehrenritter bei.
Nach dem Ende des Ersten Weltkriegs änderten sich auch in Liebenberg die Rahmenbedingungen fundamental, sodass das Gut ab Mitte der 1920er Jahre nicht mehr konkurrenzfähig war. Daraufhin engagierte Friedrich-Wend (seit dem Tod seines Vaters 1921 Senior der Familie) 1925 einen externer Berater, Rudolf Baron von Engelhardt-Schönheyden, den er mit weitreichenden Vollmachten ausstattete. Unter dessen Ägide wurde der Betrieb bis 1928 erfolgreich saniert. 1929 umfasste das Rittergut Häsen 1958 ha und Rittergut Liebenberg mit den Vorwerken Hertefeld und Louisenhof sowie Ländereien in Bergsdorf etwa 2045 ha. 1926 heiratete Engelhardt die Tochter seines Arbeitgebers, Ingeborg Gräfin zu Eulenburg, und zog mit ihr in einen Flügel des Seehauses.

### Verstrickung und familiärer Widerstand (1931 bis 1945)
Als Monarchist stand Eulenburg der konservativen DNVP nahe. Er erkannte jedoch frühzeitig, dass sich der politische Einfluss der Großgrundbesitzer langfristig nur erhalten ließe, wenn er sich auf die Zustimmung breiter Bevölkerungskreise stützen konnte. In der NSDAP, die die DNVP bereits 1930 bei den Wahlen überflügelte, sah er eine Partei, die diese breite Zustimmung erhalten könnte. Im März 1931 traf er sich daraufhin mit Adolf Hitler, um mit diesem die Perspektiven des Großgrundbesitzes zu erörtern: Um diese Frage zu klären, entschloss ich mich, Adolf Hitler persönlich aufzusuchen, um direkt aus seinem Munde zu hören, was wir von ihm zu erwarten haben. Nach diesem Gespräch glaubte Friedrich-Wend, in Hitler den richtigen Mann für die Sicherung seiner Vorstellungen gefunden zu haben. Er schickte daraufhin ein Rundschreiben an andere Großgrundbesitzer, um sie zu einem Eintritt in die NSDAP zu bewegen: Wenn wir den Bolschewismus nicht wollen, bleibt uns keine andere Wahl, als in die Partei hineinzugehen, die trotz mancher sozialistischer Ideen der Gegenpol des Marxismus und Bolschewismus ist. Er selbst trat zum 1. März 1931 in die Partei ein (Mitgliedsnummer 496.936) und seinem Vorbild folgten später die meisten der Dorfbewohner Liebenbergs. Sein Schwiegersohn Baron von Engelhardt hatte schon einige Jahre zuvor eine Liebenberger Abteilung des NSKK gegründet und organisierte Geländespiele und Kampfübungen. Friedrich Wend zu Eulenburg-Hertefeld wurde Mitglied der gleichgeschalteten Deutschen Adelsgenossenschaft, Landesabteilung Brandenburg.
Gutsnachbar der Eulenburgs war Hermann Göring, der sich in der Schorfheide das Jagdschloss Carinhall gebaut hatte. Über seinen Leibjäger Willi Schade, den Sohn des Liebenberger Försters, ließ er sich ab 1934 mehrfach zur Jagd auf die berühmten Liebenberger Damhirsche einladen. Im Rahmen einer der Liebenberger Aufenthalte Görings wurde er von der Nichte Eulenburgs, Libertas Haas-Heye, angesprochen, die die wichtigsten Jahre ihrer Kindheit in Liebenberg verbracht hatte. Sie setzte sich für ihren Verlobten Harro Schulze-Boysen ein, der in Görings Reichsluftfahrtministerium an bisher untergeordneter Stelle arbeitete, und kurz darauf wurde Schulze-Boysen befördert. Das Paar heiratete 1936 in Liebenberg. Sechs Jahre später wurden Harro und Libertas Schulze-Boysen als Kopf der von der Gestapo Rote Kapelle genannten Widerstandsgruppe (heute als Schulze-Boysen/Harnack-Gruppe bezeichnet) enttarnt und im Dezember 1942 in Plötzensee hingerichtet.
Der einzige Sohn Friedrich-Wends, Wend Graf zu Eulenburg (1908–1986), erhielt daraufhin, bis dato u.K. (unabkömmlich) gestellt, einen sofortigen Einberufungsbefehl und wurde in ein Strafbataillon zur Partisanenbekämpfung an der Ostfront versetzt, das ungemein hohe Verluste erlitt. Sein Vater setzte sich fortwährend an allen denkbaren Stellen für seine sofortige Versetzung ein, und Wend gelangte schließlich in ein reguläres Panzerbataillon, das bei der Invasion alliierter Truppen in Salerno vollständig aufgerieben wurde. Er überlebte den Krieg und wurde im April 1945 durch amerikanische Einheiten bei Como gefangen genommen.

### Flucht, Wiederaufbau und Tod (1945 bis 1963)
Friedrich-Wend und seine Frau flohen im April 1945 als letzte Familienmitglieder aus Liebenberg, unmittelbar vor dem Einmarsch der vorrückenden sowjetischen Armee. Sie erreichten als mehrjährige Zwischenstation zunächst das holsteinische Gut Kaden, während die Besitze Liebenberg und Häsen 1947 durch die Sowjetische Militäradministration in Deutschland (SMAD) enteignet wurden. Der Familienbesitz am Niederrhein, Hertefeld und Kolk, sowie das Forst- und Jagdgut seiner Frau Marie in Österreich waren zerstört bzw. mit Flüchtlingen belegt.
Bis 1947 wurde die Rentei des Stammsitzes Hertefeld durch Friedrich-Wend wieder aufgebaut, während sein Sohn Wend die landwirtschaftlichen Höfe wiederherstellte. Nachdem die letzten Flüchtlinge das Anwesen verlassen hatten, konnte 1952 auch das Anwesen in Hinterstoder/Oberösterreich wieder durch die Familie in Besitz genommen werden. In seinen letzten Lebensjahren widmete sich Friedrich-Wend seiner Familie und der Jagd, bis er am 1. August 1963 auf Hertefeld in Weeze starb. Friedrich-Wend zu Eulenburg wurde neben seiner bereits 1961 verstorbenen Gattin auf dem Familienfriedhof in Hertefeld bestattet.

### Nachkommen und Verwandte
Friedrich-Wend hatte acht Enkel und zwei Kinder. Die Tochter Gräfin Ingeborg-Marie heiratete in zweiter Ehe den späteren Luftwaffen-Generalmajor Carl-August von Schoenebeck (1898–1989), und der schon genannte Sohn Wend Graf zu Eulenburg, ausgebildeter Landwirt und als Pressechef eines größeren Industrieunternehmens tätig, heiratete die Tochter des Landrats Carl Semper und der Charlotte Grandke, Hildegard Semper. Friedrichs Wends Großonkel war der preußische Innenminister Friedrich zu Eulenburg, seine Onkel zweiten Grades der preußische Ministerpräsident (1892–1894) und Innenminister Botho zu Eulenburg und der Königlich Preußische Oberhofmarschall und Hausminister August zu Eulenburg. Der Komponist Botho Sigwart Graf zu Eulenburg war sein Bruder. Die Widerstandskämpferin Libertas Schulze-Boysen, die zeitweise auf Schloss Liebenberg aufwuchs, seine Nichte. Seine Schwester Viktoria ist die Urgroßmutter von Erbprinzessin Sophie von Liechtenstein.

## Genealogie
- Christoph Franke, Moritz Graf Strachwitz von Groß Zauche und Camminetz, Klaus Freiherr von Andrian-Werburg: Genealogisches Handbuch des Adels, Fürstliche Häuser, Band XVI, Band 124 der Gesamtreihe GHdA, Hrsg. Deutsches Adelsarchiv, C. A. Starke, Limburg (Lahn) 2001. ISSN 0435-2408
- Hans Friedrich von Ehrenkrook, Jürgen Thiedicke von Flotow: Genealogisches Handbuch des Adels. Fürstliche Häuser, Band VI, Band 25 der Gesamtreihe GHdA, Hrsg. Deutsches Adelsarchiv, C. A. Starke, Limburg (Lahn) 1961, S. 432–435. ISSN 0435-2408 Mit Portrait und Portrait seiner Frau.
- Gothaisches Genealogisches Taschenbuch der Fürstlichen Häuser (Hofkalender) 1942, 179. Jahrgang. Teil A (Uradel), III. Abt., Justus Perthes, Gotha 1941, S. 389–390.

## Weitere Literatur
- Wilhelm zur Linden: Blick durchs Prisma – Lebensbericht eine Arztes. Vittorio Klostermann, Frankfurt 1964, S. 47–51.  DNB 455843821
- Kurt Gossweiler, Alfred Schlicht: Die Junker und die NSDAP 1931/32. In: ZfG, 15, Heft 4, München 1967, S. 644–662. ISSN 0044-2828